# Вильнер, Меир
Меи́р Ви́льнер (ивр. מאיר וילנר‎, имя при рождении — Бер Ковнер, 23 октября 1918, Вильнюс, ныне Литва — 5 июня 2003, Тель-Авив, Израиль) — израильский коммунистический политический деятель.

## Биография
Вильнер начал свою политическую деятельность в социалистической сионистской партии «Хашомер Хацаир». Затем, разочаровавшись в идеях сионизма, присоединился к коммунистической партии под партийным псевдонимом «Меир Вильнер» (на идише дословно: Виленский). В 1938 году Вильнер переехал в подмандатную Палестину. Большая часть его семьи, оставшаяся в Польше, погибла во время Холокоста.
Вильнер изучал историю в Еврейском университете в Иерусалиме. Вскоре Вильнер присоединился к Палестинской коммунистической партии, объединявшей евреев и арабов. Вильнер критиковал как британские власти, так и руководство ишува. Тем не менее, он поддержал провозглашение независимости государства и был самым младшим (в возрасте 29 лет) из 32 лиц, подписавших Декларацию независимости в мае 1948 года.
В 1949 году Вильнер был избран в Кнессет от Коммунистической партии Израиля («МАКИ»). После выборов 1959 года он ушёл из Кнессета, но был вновь избран туда в 1961 году, однако снова вышел в отставку спустя два месяца после избрания.
В 1965 году в Коммунистической партии Израиля произошёл раскол, и Вильнер вместе со своими сторонниками организовал партию РАКАХ (Новый коммунистический список). Новая партия полностью поддерживала антиизраильскую политику КПСС и советского руководства. Вильнер был избран в Кнессет от партии РАКАХ на выборах 1965 года. После шестидневной войны 1967 года, которую партия РАКАХ не поддержала, на Вильнера было совершено покушение членом правой партии Гахаль (Вильнер получил удар ножом в спину от Авраама Бен-Моше, ультраправого экстремиста из движения «Херут»).
Накануне выборов в Кнессет в 1977 году партия РАКАХ стала частью блока Хадаш, а Вильнер вновь был избран депутатом. В 1990 году Вильнер ушёл в отставку с поста генерального секретаря КПИ и покинул Кнессет.

## Семья
Меир Вильнер был женат на Эстер Виленски, также деятельнице Коммунистической партии. Позднее он с ней развёлся. У них было два сына.
Двоюродный брат Вильнера — израильский поэт Абба Ковнер.

## Публикации
- М. Вильнер. Борьба против сионизма — борьба классовая // журнал «Проблемы мира и социализма», № 1, 1976.

## Награды
- Орден Октябрьской Революции (СССР, 21.10.1988)
- Орден Дружбы народов (СССР, 20.10.1978)[3]